# Józef Koszkul
Józef Koszkul (ur. 6 lutego 1938 w Barcicach) – polski inżynier, specjalista w zakresie tworzyw polimerowych, profesor nauk technicznych, dziekan i prorektor Wydziału Inżynierii Mechanicznej i Informatyki Politechniki Częstochowskiej.

## Życiorys
Urodził się 6 lutego 1938 roku w Barcicach koło Nowego Sącza. Jest absolwentem Technikum Kolejowego w Nowym Sączu (1957), Wydziału Budowy Maszyn Politechniki Częstochowskiej (1957–1962), gdzie uzyskał też doktorat w 1976 roku. Habilitację uzyskał w 1986 roku w Politechnice Śląskiej, a tytuł naukowy profesora w 2001 roku. 
Pracę zawodową rozpoczął w 1962 roku w Zakładach Budowy Maszyn i Aparatury w Krakowie na stanowisku konstruktora. W latach 1964–1970 pracował w Częstochowskich Zakładach Materiałów Biurowych na stanowisku głównego technologa, przyczyniając się do opracowania serii piór i długopisów Zenith. W latach 1970–1976 zatrudniony w Instytucie Przemysłu Drobnego i Rzemiosła na stanowisku kierownika oddziału w Częstochowie, a od 1972 kierownika Zakładu Technologiczno-Konstrukcyjnego Przetwórstwa Tworzyw Sztucznych w Ośrodku Badawczo-Rozwojowym Artykułów Powszechnego Użytku. W 1976 roku podjął pracę na Politechnice Częstochowskiej, początkowo na stanowisku docenta kontraktowego, a następnie (od 1992) profesora. 
Był kierownikiem Zakładu Obrabiarek, potem zastępcą dyrektora Instytutu Technologii Budowy Maszyn, a następnie kierownikiem Zakładu Przetwórstwa Tworzyw Sztucznych w Instytucie Obróbki Plastycznej Metali i Tworzyw Sztucznych. Z dniem 1 stycznia 2000 roku doprowadził do utworzenia Katedry Przetwórstwa Tworzyw Sztucznych i Zarządzania Produkcją, która w 2005 roku została przekształcona w Instytut. W latach 1996–2002 pełnił funkcje dziekana Wydziału Budowy Maszyn, który na jego wniosek został przekształcony w Wydział Inżynierii Mechanicznej i Informatyki, a w latach 2002–2005 – prorektora ds. rozwoju i współpracy z zagranicą. Jako dziekan doprowadził do przebudowy i rozbudowy Wydziału. Należy do grona osób, które tworzyły początki obecnego Wydziału Zarządzania. 
Od 1964 roku pracuje w Stowarzyszeniu Inżynierów i Techników Mechaników Polskich w Częstochowie (jest prezesem Zarządu Oddziału od 1972 r.), a od 1994 roku prezesem Zarządu Głównego Towarzystwa Przetwórców Tworzyw Polimerowych. Jest jednym z założycieli Polskiego Towarzystwa Materiałów Kompozytowych, gdzie od 1993 roku pełni funkcję skarbnika. Jest też członkiem Komitetu Naukowego i Redakcyjnego czasopisma Naukowego Composites. Theory and Practice. Od 1996 roku przewodniczy Sądowi Konkursowemu Międzynarodowych Targów Tworzyw Sztucznych Plastpol w Kielcach. Za swoją działalność naukową i społeczną uzyskał wiele odznaczeń państwowych i nagród, w tym Krzyż Oficerski Orderu Odrodzenia Polski, odznaczenia SIMP, NOT i wojewódzkie. Jest autorem lub współautorem ponad 200 publikacji, 14 książek, 10 patentów. Był promotorem 6 prac doktorskich oraz recenzentem wielu prac doktorskich i habilitacyjnych, przewodów profesorskich, książek oraz wielu projektów badawczych. 
Odznaczony Złotym Krzyżem Zasługi, Krzyżem Oficerskim Orderu Odrodzenia Polski, Medalem Komisji Edukacji Narodowej i in.